# Castelnuovo
Castelnuovo – miejscowość i gmina we Włoszech, w regionie Trydent-Górna Adyga, w prowincji Trydent.
Według danych na rok 2004 gminę zamieszkiwały 892 osoby, 68,6 os./km².